# Калмыков, Денис Спиридонович
Денис Спиридонович Калмыков (1687 — 22 мая 1746, Кронштадт) — российский контр-адмирал. Известен созданием «генеральных сигналов» (способа передачи информации между кораблями с помощью флагов и вымпелов), изданных в 1742 году, переработав устаревшую систему сигналов.

## Биография
Из слуг детей боярских — «как по списку сказано, был „простой породы“». По происхождению калмык. В 1702 году, в 15 лет, поступил в навигацкую школу. В 1705 году числится в списке учеников навигацкой школы окончившим науку навигации. После завершения обучения в навигацкой школе Калмыков был отправлен в 1706 году в Англию для обучения штурманскому делу и после возвращения в 1713 году зачислен во флот в Архангельске и приписан экстра-мичманом на корабль «Гавриил», на котором и прибыл в Ревель в эскадре капитана Андрея Симсона.
Существует городская легенда, что Калмыков был слугой боярского сына Максима Спафариева, и в Англию был отправлен вместе с барином. Во время учёбы слуга подменял своего хозяина и учился за него, а во время экзамена, который у вернувшихся в Россию студентов принимал сам Пётр I, пытался подсказывать ему, но был пойман Петром. Царь якобы так впечатлился знаниями и прилежанием слуги-калмыка, что сразу произвёл его в мичманы, а нерадивого боярского сына разжаловал в матросы. Этот эпизод отражён в фильме «Пётр Первый» (1937–1938). Максим Спафарьев и в самом деле был в числе дворянских детей, посланных Петром на обучение в Англию, но он был отправлен туда только в 1711 году, когда Калмыков уже заканчивал обучение, потому Калмыков никак не мог быть его слугой.
В 1714 году Калмыков послан в Ригу, для найма на русскую службу унтер-офицеров и матросов с купеческих английских и голландских судов, наняв 52 человека. В декабре произведен в поручики.
17 (28) января 1719 года произведен в капитан-поручики. 2 (13) марта 1721 года произведен в капитаны 3-го ранга.
В кампанию 1722 года командовал кораблем «Святая Екатерина» в практическом плавании в Финском заливе. В кампанию следующего года командовал тем же кораблем, бывшим под вице-адмиральским флагом Государя в практическом плавании в Финском заливе, под главным начальством генерал-адмирала графа Ф. М. Апраксина.
В 1724 году послан от коллегии депутатом на Тырницкие заводы. 14 января 1725 года произведён в капитаны 2-го ранга.
22 июня (3 июля) 1725 года получил приказание окончить поспешнее ревизию заводов и ехать в Санкт-Петербург. 19 (30) января 1726 года назначен в помощь капитану К. Н. Зотову при составлении штата о такелаже. В феврале послан в Голландию для найма штурманов. В июне, наняв трех человек, возвратился в Санкт-Петербург и для пополнения русского издания Морского Устава стал заниматься переводом Английского Устава и Регламента.
В начале лета 1727 года командовал кораблями Кронштадтской эскадры «Армонт» и «Арондель». Затем с 16 (27) июля 1727 года командовал кораблем «Санкт-Михаил», на котором ходил в Киль в отряде вице-адмирала Н. А. Сенявина, сопровождавшего герцога и герцогиню Голштинских. По окончании кампании назначен к обучению гардемарин в Кронштадт, а с 20 ноября (1 декабря) по 20 (31) декабря заведовал морскими командами в Петербурге.
В 1728 году по расписанию назначен командиром корабля «Святая Екатерина», а с 20 июля получил под командование корабль «Арондель», на котором в отряде Бредаля ходил в Киль за телом герцогини Голштинской.
В 1729 году на фрегате «Кронделивде» имел практическое плавание от Кронштадта до Архангельска и обратно, командуя отрядом из 2-х фрегатов и 2-х флейтов.
4 (15) июня 1730 года назначен главным командиром Астраханского порта.
6 (17) сентября 1730 года произведен в капитаны 1-го ранга «за многую и беспорочную службу, для посылки в Астрахань, чтоб тем лучшую охоту к службе ему придать».
4 (15) апреля 1734 года назначен капитаном над Кронштадтским портом с производством в капитан-командоры.
19 февраля (2 марта) 1742 года произведен в контр-адмиралы. В кампании этого года, имея флаг на корабле «Ревель», находился в эскадре вице-адмирала З. Д. Мишукова. По окончании кампании присутствовал в Кронштадтской конторе над портом.
В 1742 году создает «Генеральные сигналы» для обмена условными знаками при помощи флажков между кораблями.
20 (31) мая 1744 года назначен присутствовать в адмиралтейства коллегии.
14 (25) марта 1745 года назначен главным командиром Кронштадтского порта.
22 мая (2 июня) 1746 года скончался в Кронштадте.

## Источник
- Калмыков, Денис Спиридонович // Энциклопедический словарь Брокгауза и Ефрона : в 86 т. (82 т. и 4 доп.). — СПб., 1890—1907.
- Чернышёв А. А. Российский парусный флот. Справочник. — М.: Воениздат, 1997. — Т. 1. — 312 с. — (Корабли и суда Российского флота). — 10 000 экз. — ISBN 5-203-01788-3.

- Каланов Н. А. Легенды и правда о «табачном капитане» – адмирале Калмыкове — М.: Горизонт, 2021, ISBN 978-5-906858-82-5.